# Estació d'El Romaní
El Romaní és un baixador ferroviari situat entre la pedania homònima de Sollana i el parc natural de l'Albufera a la comarca de L'Horta Sud del País Valencià. Hi fan parada els trens de la línia C-1 de Rodalies València, no obstant això, en aquesta estació els trens entre València i Gandia paren cada hora, i no cada mig hora, com a la resta de la línia.
Es troba en la línia fèrria d'ample ibèric que uneix Silla amb Gandia, pk 6,8 a 2,22 metres d'altitud.
El baixador troba el seu origen en una línia d'ample mètric entre Silla i Cullera que es va inaugurar el 19 d'agost de 1878 per part de la Companyia del Ferrocarril Econòmic de Silla a Cullera. El recinte inicial se situava a 200 metres de l'actual i rebia el nom del Ale. En 1923, la línia va ser venuda a Nord que va aprofitar l'adquisició per canviar l'ample de via i convertir el traçat a ample ibèric. En 1941, després de la nacionalització del ferrocarril a Espanya l'estació va passar a ser gestionada per l'acabada de crear RENFE.
Des del 31 de desembre de 2004 Adif és la titular de les instal·lacions ferroviàries.
Alguns trens de rodalies de la línia C-1 s'aturen a l'estació.